# Hyundai 3600
Die Containerschiffe des Typs Hyundai 3600 wurden ab Mitte der 1990er Jahre bei der Hyundai-Heavy-Industries-Werft in Südkorea gebaut.

## Einzelheiten
Die Schiffe der Hyundai-3600-Baureihe wurden ab 1995 in Ulsan bei Hyundai Heavy Industries gebaut und an verschiedene Auftraggeber wie beispielsweise die Reederei Karl Schlüter in Rendsburg abgeliefert.
Die Schiffe sind für den Transport gefährlicher Ladung eingerichtet und besitzen eine Containerstellplatzkapazität von rund 3600 TEU. Bei einer homogenen Beladung mit 14 Tonnen schweren Containern beträgt die Kapazität etwa 2600 TEU. Es stehen 300 Anschlüsse für Kühlcontainer zur Verfügung. Alle Schiffe besitzen dreiviertel achtern angeordnete Aufbauten und verfügen über fünf mit Cellguides ausgerüstete Laderäume, deren neun Luken mit Pontonlukendeckeln verschlossen werden. Vier der Laderäume liegen vor dem Deckshaus, einer dahinter. Der Schiffsantrieb besteht aus einem Zweitakt-Dieselmotor, der direkt auf den Festpropeller wirkt. Das verwendete Hauptmotorenbaumuster ist der HHI-Sulzer 8RTA 84C mit 32.421 kW, der eine Geschwindigkeit von bis zu 23 Knoten ermöglicht. Die An- und Ablegemanöver werden durch ein Bugstrahlruder unterstützt.

## Die Schiffe (Auswahl)
| Hyundai 3600                 | Hyundai 3600                         | Hyundai 3600 | Hyundai 3600      | Hyundai 3600 | Hyundai 3600 |
| Bauname                      | Bauwerft/Baunummer                   | IMO-Nummer   | Ablieferung       | Auftraggeber | Spätere Namen und Verbleib |
| ---------------------------- | ------------------------------------ | ------------ | ----------------- | ------------ | --- |
| Northern Dignity             | Hyundai Heavy Industries, Ulsan/928  | 9104897      | Oktober 1995      | NSB          | in Fahrt gesetzt als Ville De Gemina, 1998 Ming Gemina, 2001 Ville De Gemina, 2002 Northern Dignity, 2004 Indamex Colorado, 2010 Northern Dignity, 2012 C Wind, ab 2. Oktober 2012 in Alang verschrottet. |
| Northern Majesty             | Hyundai Heavy Industries, Ulsan/929  | 9104902      | 10. Oktober 1995  | -            | 1995 Hong Kong Express, 1996 Norfolk Express, 2002 OOCL Atlantic, 2003 Norfolk Express, 2015 OEL Emirates, S Emirates (2019), 2019 Abbruch in Chittagong.                                                 |
| Northern Divinity            | Hyundai Heavy Industries, Ulsan/1030 | 9147100      | 7. November 1997  | -            | 1997 P&O Nedlloyd Damietta, 2001 OOCL Europe, 2002 P&O Nedlloyd Damietta, 2005 Northern Divinity, 2011 Kota Segar, 2012 Northern Divinity, 2016 Unity, 2016 Abbruch in Chittagong.                        |
| Northern Diversity           | Hyundai Heavy Industries, Ulsan/1031 | 9147112      | 12. Dezember 1997 | -            | 1998 P&O Nedlloyd Barcelona, 2002 MSC Bursa, 2004 Indamex Godavari, 2009 Northern Diversity, 2015 Sity, 2016 Abbruch in Alang.                                                                            |
| Daten: Equasis, grosstonnage |                                      |              |                   |              | |